# Puszcza Solska

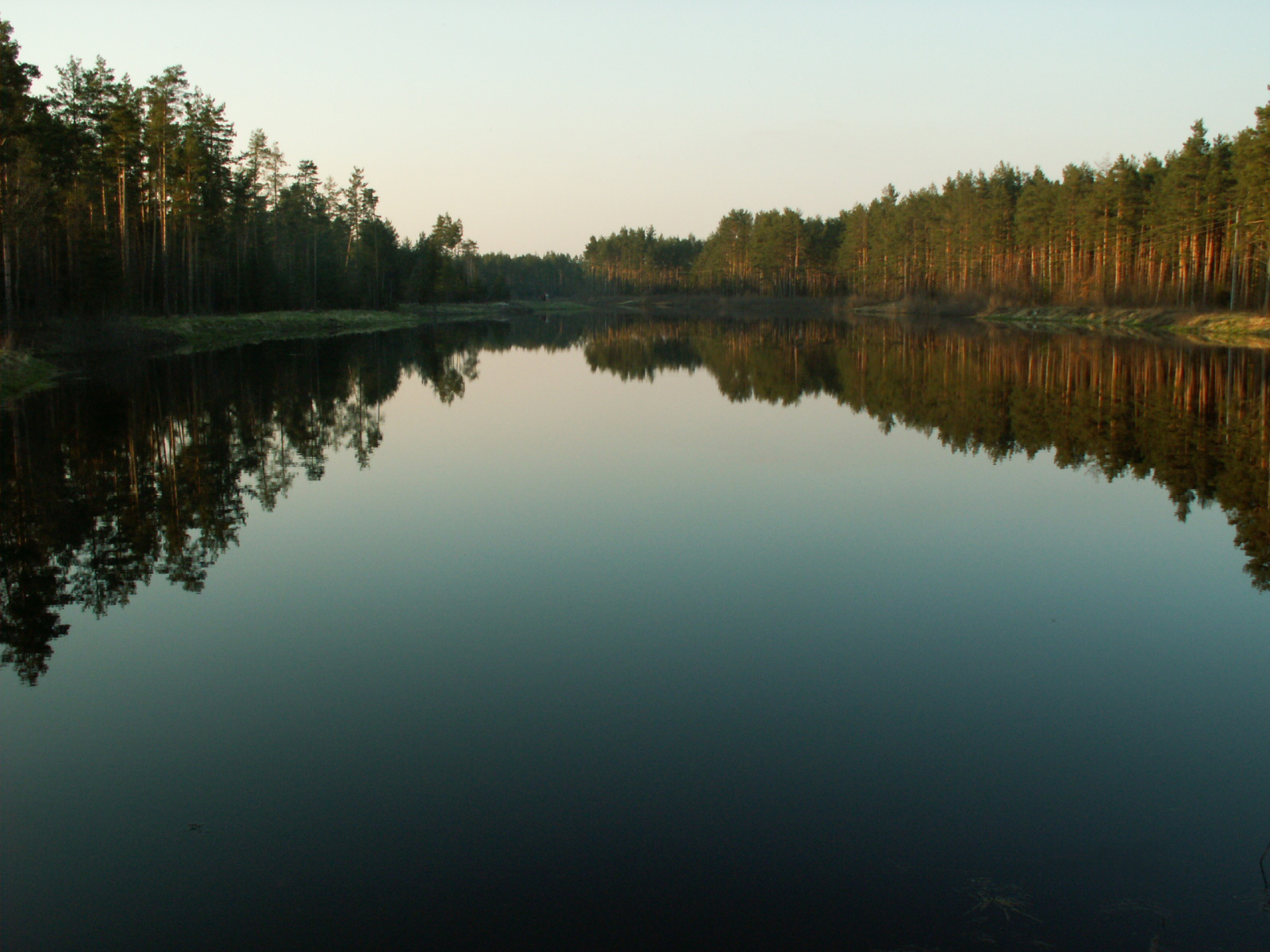
Réservoir de la rivière Szun, dans la Puszcza Solska

La Puszcza Solska est un vaste massif forestier de Pologne, situé dans le sud de la voïvodie de Lublin, à une centaine de kilomètres au sud de Lublin. 
Elle occupe une zone située au nord de la rivière San et au sud des hauteurs de Roztocze. La forêt est principalement constituée de conifères, dont une partie a été plantée. Sa superficie totale est de 124 000 ha, ce qui en fait le deuxième plus grand massif forestier de Pologne après celui de Basse-Silésie. Jusqu'à la fin du Moyen Âge, la Puszcza Solska était reliée à l'immense massif de Sandomierz, mais la déforestation les a séparés.
La Puszcza Solska est riche en parcs, comme le Parc naturel de Puszcza Solska, de réserves naturelles et de tourbières. Les principaux cours d'eau qui traversent la région sont les rivières Tanew et Lada. Ses villes principales sont Biłgoraj, Tomaszow Lubelski et Józefów. La forêt est traversée par plusieurs routes, dont la route nationale numéro 17, qui va de Varsovie à Lviv, en Ukraine, et qui passe par Lublin. La ligne de chemin de fer Zwierzyniec – Belzec la traverse.